# Institut de Recerca Textual del Nou Testament
L'Institut de recerca textual del Nou Testament en alemany Institut für neurtestamentliche Textforschung (INTF), de la Universitat de Münster, Westfàlia, és un institut per a la recerca del text del Nou Testament. L'INTF va ser fundat a Münster el 1959 pel Professor Kurt Aland (1915-1994), que va ser el primer director de l'Institut. El 1983 Barbara Aland va substituir el seu espòs fins al 2004, quan Holger Strutwolf es va convertir en el director de l'INTF.
El propòsit de la fundació de l'Institut va ser la preparació d'una Edició Crítica Major (Editio Critica Maior) basada en la tradició del Nou Testament en els manuscrits grecs, versions antigues i citacions del Nou Testament en la literatura cristiana primitiva. Sota la supervisió de Kurt Aland l'INTF va aplegar gairebé completament la majoria del material. El primer suplement de l'Edició Crítica Major amb les Cartes Generals es va publicar en 1997.
L'INTF també guarda alguns manuscrits del Nou Testament, i va assumir la responsabilitat de registrar els manuscrits del Nou Testament, també per a l'edició del Nou Testament Grec (Novum Testamentum Graece).
Manuscrits
Minúscules: 
676, 798, 1432, 2444, 2445, 2446, 2460, 2754, 2755, 2756, 2793; 
Leccionaris: 
ℓ1681, ℓ1682, ℓ1683, ℓ1684 (escriptura de grandària menor Uncial 0233), ℓ1685, ℓ1686, ℓ2005, ℓ2137, ℓ2208, i el ℓ2276.